# Tillandsia 'Red Fountain'
Tillandsia 'Red Fountain' es un  cultivar híbrido del género Tillandsia perteneciente a la familia  Bromeliaceae.
Es un híbrido creado  con las especies Tillandsia balbisiana × Tillandsia capitata.